# Euantha sabroskyi
Euantha sabroskyi là một loài ruồi trong họ Tachinidae.